# Lago Nerpič'e (Sacha-Jacuzia)
Il lago Nerpič'e (in russo Не́рпичье озеро, Nerpič'e ozero?) è un lago d'acqua dolce d'origine termocarsica della Russia siberiana orientale. si trova nel Nižnekolymskij ulus della Repubblica Autonoma della Sacha-Jacuzia.
Esteso su più di 200 km² nel bassopiano della Kolyma, le sue misure sono 30 km di lunghezza per 9 km di larghezza. Si trova a breve distanza dalla costa del mare della Siberia orientale presso uno dei rami deltizi del fiume Kolyma; è posto in comunicazione con il lago Čukoč'e.

## Fauna
In estate, il lago funge da luogo di nidificazione per un gran numero di oche e anatre. Ci sono pascoli di renne vicino al lago.
Il lago è ricco di Brachymystax lenox, coregoni, (Coregonus muksun, Coregonus albula, omul) e nelma.